# Ivo Klec
Ivo Klec (* 28. listopadu 1980, Bratislava) je slovenský profesionální tenista. Nejvýše postaven byl na žebříčku ATP ve dvouhře na 184. místě (21. srpen 2006), ve čtyřhře pak na 231. místě (12. duben 2004). Dosud nevyhrál žádný turnaj ATP.